# Деак, Ференц (политик)
Фе́ренц Де́ак (венг. Deák Ferenc; 17 октября 1803, Шёйтёр, Габсбургская монархия — 28 января 1876, Будапешт) — венгерский политик. Отец Австро-венгерского соглашения 1867 года.

## Биография
Ференц Деак был шестым ребёнком в семье юриста и землевладельца Ференца Деака-старшего и дворянки Эржебет Шибрик. Мать Деака умерла при родах, и до 1808 года мальчик воспитывался у своего дяди Йожефа Деака в Залатарноке, а затем за воспитание младшего брата взялись его старшие брат и сёстры — Антал, Йозефа и Клара.
В 1817 году Ференц Деак поступил в Королевскую академию наук в Дьёре. В 1817—1819 годах обучался на философском факультете, самостоятельно изучал историю права и конституции. Двухгодичную юридическую практику проходил в Пеште. В 1823 году получил диплом юриста. Деак увлекался литературой и предпочитал поэзию Шандора Кишфалуди и Михая Вёрёшмарти. С последним Деак находился в переписке, затем познакомился лично и состоял в дружеских отношениях. В 1839 году был избран в члены Венгерской академии наук, а в 1855 году стал её президентом.
В 1824—1832 годах Ференц Деак работал адвокатом в комитате Зала и секретарём комитета по делам сирот. В 1833 году Ференц Деак сменил своего брата Антала на посту представителя венгерского сейма в Братиславе и присоединился к оппозиции. Он защищал права крестьян, боролся за свободу слова и вероисповедания и отмену смертной казни. Ему удалось сплотить оппозиционные круги в Партию Деака и встать в её главе. В 1848 году в первом венгерском правительстве Лайоша Баттяни Ференц Деак получил портфель министра юстиции.
Когда революция переросла в освободительное движение, Деак пытался посредничать в переговорах между венгерским правительством и Веной. Потерпев неудачу в этих переговорах, Деак уехал в своё поместье в Кехидакустани. После разгрома революции Деак призвал вести политику пассивного сопротивления Габсбургам. В 1854 году он продал своё поместье и переехал в Пешт. В 1861 году на созванное собрание представителей Деак был выдвинут от Пешта. Поддержку Деаку оказывали в первую очередь Йожеф Этвёш и Иштван Сеченьи.
15 апреля 1865 года в газете «Pesti Napló» была опубликована знаменитая статья Деака, положившая начало переговорам о заключении Австро-венгерского соглашения. После 1867 года Деак сыграл значительную роль в подготовке гражданского кодекса, а затем отошёл от активной политической деятельности. В 1868 году Ференц Деак стал инициатором закона о присвоении венгерскому языку статуса государственного. Деак умер 28 января 1876 года от болезни сердца и был похоронен на кладбище Керепеши.
Имя Ференца Деака носит одна из центральных площадей венгерской столицы и находящаяся под ней узловая станция будапештского метрополитена. В Будапеште ему установлен памятник.